# Леањфалу
Леањфалу (мађ. Leányfalu) је насеље у централној Мађарској. Леањфалу је веће насеље у оквиру пештанске жупаније.

## Географија

### Локација
Леањфалу се налази поред Дунава, у подножју Вишеградских планина, између Верешкеа, Њергеш-хеђа и крака Дунава у Сентандреји, поред аутопута 11, 27 километара од Будимпеште. Његови најближи суседи су Сентандреја на југу, Тахитотфалу на северу, Пилисентласло на западу, Почмеђер на истоку на острву Сентандреја и Сигемоноштор мало јужније, са ова два насеља са друге стране повезан је скелом. Трајекти крећу за Почсмеђер из центра насеља, а за Сигетмоноштор са јужне границе села. Луке прве опслужују пут 11 311 са пута 11, и пут 11 313 који се повезује на пут 1113 на острву, пут 11 308 за други, и пут 11 307 који се такође повезује са путем 1113 на острву Ко.
Леањфали је посебно подручје за одмор, део Националног парка Дунав–Ипоље.

## Историја
Остаци антике на њеној територији изашли су на видело тек 1900-их година као резултат опште познате чињенице да су Римљани у другој половини 1. века заузели прекодунавско подручје и освојено подручје припојили царству као провинцију под именом Паноније. Археолог Лајош Арањи започео је ископавања 1910. године и пронашао не само остатке утврђених стратешких места, већ и налазе за удобност друштвеног живота. Његов рад је 1915. наставио археолог Балинт Кужински. Римљани, који су увек били одлични, изградили су систем тврђава дуж Дунава, ови каструми (војни логори) као што су Аквинкум (данашња Обуда), Улцисија Кастра (данашња Сентандреја), Цирпи (данашњи Дунабогдан), Солва (данашњи Естергом) док мањи наведени су биле подигнуте карауле са којих су могли да контролишу ратни пут и прелазе Дунава. Задње, аутентично ископавање карауле откривене у центру Леањфалуа обављено је било током припрема за изградњу бензинске пумпе, а откриће се приписује археологу Шандору Шопронију.
Године 1914. основано је Леањфалушко удружење за друштво и лепоту, под вођством Золтана Вамошија. Циљ удружења је био организовање и улепшавање села, и стварање имиџа излетишта. Леањфалуши Терж је основан 1914. године на иницијативу Ласла Тота, Теофила Маршалкоа, Тибора Тержа, Миклоша Раднаија и убрзо је имао 120 чланова. Мото компаније је још увек познат и понекад коришћен: „Здраво Дунаву“! Боемско друштво је организовало Ана балове (на дан Ане, личног имена), концерте и представе, на којима није недостајало познатих уметника, оперских певача и глумаца, стварајући тако традицију заједничког певања, глуме и забаве. Круг индустријалаца Почмеђер-Леањфалуи основан је 1931. године на иницијативу произвођача намештаја Јаноша Лингела. У 44-чланом удружењу биле су заступљене све мале индустријске делатности. Организовани су карневалски балови, берба, тамбурашки оркестар, а позоришна група Индустријског круга била је позната широм краја. Представе су увек служиле у добротворне сврхе. Године 1947., документ добијен од Министарства унутрашњих послова укинуо је и Ипароскор и Леањфалуси Торжет као „нефункционална“ удружења. расформирао га.
Велика промена је настала после Другог светског рата. Леањфалу постаје самостално село 1949. године, а 1970. године са 1.300 становника добија статус великог села.

## Становништво
Током пописа 2011. године, 83,5% становника се изјаснило као Мађари, 0,2% као Роми, 0,2% као Хрвати, 1,9% као Немци, 0,6% као Румуни и 0,2% као Украјинци (16,2% се није изјаснило). 
Верска дистрибуција је била следећа: римокатолици 34,7%, реформисани 12,5%, лутерани 1,1%, гркокатолици 1%, Израелци 0,2%, неденоминациони 17% (31,5% се није изјаснило).